# 1916 في الولايات المتحدة
فيما يلي قوائم الأحداث التي وقعت خلال عام 1916 في الولايات المتحدة.

## أحداث
- 15 مايو – إعدام جيسي واشنطن

## سياسة

### تعيين في المنصب
- 12 يناير – هاري فلود بيرد عضو مجلس ولاية فرجينيا.

### انتهاء فترة المنصب
- 1 يناير – تشارلز توبي عضو مجلس نواب نيوهامبشير.

## ظهور
- 1 يناير – أسبوع الطيران وتقنية الفضاء
- 1 يناير – قضية ستايلز الغامضة رواية اجاثا كريستي.

## كتب
من الكتب التي صدرت هذه السنة في الولايات المتحدة:
- 1 يناير – رسالة إلى جارسيا من تأليف ألبرت هابرد.
- 1 يناير – رينكيتينك في أوز من تأليف ليمان فرانك بوم.

## مواليد

### يناير
- 1 يناير – بروس كورك فيزيائي أمريكي.
- 1 يناير – بل بريدجمان ضابط من الولايات المتحدة الأمريكية.
- 2 يناير – روبرت شيران سياسي أمريكي.
- 3 يناير – جيك بيلكنجتون لاعب كرة سلة أمريكي.
- 7 يناير – آل هوستاك ملاكم من الولايات المتحدة الأمريكية.
- 31 يناير – فرانك باركر لاعب كرة مضرب من الولايات المتحدة.

### فبراير
- 1 فبراير – أليسيا ريت
- 10 فبراير – لويس جوتمان رياضياتي أمريكي.
- 13 فبراير – جيمس غريفيث
- 19 فبراير – إدي أركارو فارس من الولايات المتحدة الأمريكية.
- 26 فبراير – جاكي غليسون
- 29 فبراير – دينه شور

### مارس
- 4 مارس – وليام ألاند
- 6 مارس – روشيل هدسون ممثلة من الولايات المتحدة الأمريكية.
- 13 مارس – جاك فريسكو
- 14 مارس – هورتون فوت
- 15 مارس – جونيور كوجلان
- 22 مارس – لي سافولد ملاكم من الولايات المتحدة الأمريكية.
- 26 مارس – ستيرلينغ هايدن ممثل أمريكي.
- 26 مارس – كريستيان أنفينسن
- 29 مارس – يوجين مكارثي سياسي أمريكي.

### أبريل
- 4 أبريل – دايفيد وايت
- 5 أبريل – غريغوري بيك ممثل أمريكي.
- 7 أبريل – أنتوني كاروسو
- 22 أبريل – لي كورنباخ نفساني من الولايات المتحدة الأمريكية.
- 23 أبريل – روبرت ميلر
- 30 أبريل – فيل براون ممثل أمريكي.
- 30 أبريل – كلود شانون

### مايو
- 3 مايو – هنري ب جونزاليس سياسي أمريكي.
- 4 مايو – جاين جاكوبز
- 6 مايو – أدريانا كيسلوتي
- 10 مايو – ميلتون بابيت ملحن أمريكي.
- 19 مايو – رالف لانداو كيميائي من الولايات المتحدة الأمريكية.
- 21 مايو – دينيس داي

### يونيو
- 3 يونيو – شيرل كونواي ممثلة أمريكية.
- 4 يونيو – روبرت فورشغوت
- 9 يونيو – روبرت ماكنامارا سياسي أمريكي.
- 12 يونيو – آرت هيلهاوس لاعب كرة سلة أمريكي.
- 15 يونيو – هيربرت سيمون سياسي أمريكي.
- 21 يونيو – هربرت فريدمان فيزيائي أمريكي.
- 22 يونيو – جوني جاكوبس ممثل من الولايات المتحدة الأمريكية.
- 26 يونيو – فرجينيا ساتير
- 29 يونيو – جون لويس نيلسون

### يوليو
- 2 يوليو – كين كورتيس ممثل أمريكي.
- 2 يوليو – مانويل أورتيز ملاكم من الولايات المتحدة الأمريكية.
- 3 يوليو – جون كوندلا
- 4 يوليو – إيفا توغوري
- 11 يوليو – كيتي جوينر مهندسة من الولايات المتحدة الأمريكية.
- 16 يوليو – مايلز كوبلاند عازف جاز من الولايات المتحدة الأمريكية.
- 18 يوليو – تشارلز كيتل

### أغسطس
- 1 أغسطس – بوب جيربر لاعب كرة سلة أمريكي.
- 6 أغسطس – ريتشارد هوفستاتر مؤرخ أمريكي.
- 11 أغسطس – برايس هارلو سياسي أمريكي.
- 12 أغسطس – رالف نيلسون
- 17 أغسطس – كلينت غرانت
- 19 أغسطس – ماري ويلسون
- 21 أغسطس – روبرت غاغنيه عالم نفس أمريكي.
- 22 أغسطس – جو مارتينيلي لاعب كرة قدم أمريكي.
- 25 أغسطس – فردريك روبنز
- 27 أغسطس – مارثا راي
- 27 أغسطس – هيربرت شتاين عالم اقتصاد أمريكي.

### سبتمبر
- 1 سبتمبر – دوروثي تشيني لاعبة كرة مضرب أمريكية.
- 12 سبتمبر – إدوارد بينز ممثل أمريكي.
- 13 سبتمبر – روالد دال
- 15 سبتمبر – فريدريك كارلتون ويند عسكري من الولايات المتحدة الأمريكية.
- 19 سبتمبر – جون ه فانينغ محامي أمريكي.
- 24 سبتمبر – ثيودور باك عالم أمريكي.

### أكتوبر
- 2 أكتوبر – إرنست ساكس جونيور
- 7 أكتوبر – والت ويتمان روستو
- 14 أكتوبر – جاك أرنولد
- 14 أكتوبر – جيم إيفرت كوب
- 27 أكتوبر – جون وينكلر فيزيائي من الولايات المتحدة الأمريكية.

### نوفمبر
- 3 نوفمبر – جون الكسندر سيمبسون فيزيائي أمريكي.
- 4 نوفمبر – روث هاندلر
- 4 نوفمبر – والتر كرونكايت
- 6 نوفمبر – راي كونيف موسيقي أمريكي.
- 12 نوفمبر – ليام دان ممثل أمريكي.
- 16 نوفمبر – داوس بتلر
- 17 نوفمبر – شيلبي فوت
- 20 نوفمبر – إيفلين كييس

### ديسمبر
- 8 ديسمبر – ريتشارد فليشر
- 9 ديسمبر – كيرك دوغلاس ولد عام 1917.
- 13 ديسمبر – مارك ستيفنز ممثل من الولايات المتحدة الأمريكية.
- 18 ديسمبر – جون أف. سيمز سياسي أمريكي.

## وفيات

### فبراير
- 28 فبراير – هنري جيمس (مواليد 1843)

### مارس
- 20 مارس – وليام جين (مواليد 1826) سياسي من الولايات المتحدة الأمريكية.

### مايو
- 14 مايو – ويليام ستانلي جونيور (مواليد 1858) فيزيائي أمريكي.

### يونيو
- 11 يونيو – جين ويبستر (مواليد 1876) روائية أمريكية.
- 25 يونيو – توماس إيكنز (مواليد 1844) رسام أمريكي.

### يوليو
- 3 يوليو – هيتى جرين (مواليد 1834) أبخل امرأة في العالم.
- 22 يوليو – جيمس ويتكومب رايلي (مواليد 1849)

### سبتمبر
- 9 سبتمبر – سيدني أيريس (مواليد 1879)
- 16 سبتمبر – هنري سميث (مواليد 1838)
- 16 سبتمبر – هوريس وايت (مواليد 1834)

### أكتوبر
- 1 أكتوبر – محمد ألكسندر رسل وب (مواليد 1846)
- 28 أكتوبر – كليفلاند آبي (مواليد 1838)

### نوفمبر
- 1 نوفمبر – إدغار الكسندر ميرنز (مواليد 1856)
- 12 نوفمبر – بيرسيفال لويل (مواليد 1855) عالم فلك أمريكي.
- 15 نوفمبر – ويليام ه براولي (مواليد 1841) سياسي أمريكي.
- 22 نوفمبر – جاك لندن (مواليد 1876)